# Malteserkors
Malteserkorset har været et symbol brugt af kristne riddere siden det første korstog. Det består af fire V-formede arme, som mødes i den smalle ende. I den ydre ende har hver arm to spidser og danner ligeledes en V-form.
Korset er fortsat symbol for Malteserordenen, og bliver brugt i en række ridderlige ordener og våbenskjold. Eksempelvis for distriktet Mecklenburg-Strelitz i Tyskland indgår det i våbenet, i Queensland, Australien er det delstatens emblem, og det indgår i Wallis og Futunas flag. Og i Storbritannien var det det første stempel, der blev anvendt på frimærker udformet som et malteserkors.
Både det britiske Victoria kors og den norske St. Olavs Orden har et malteserkors som ordenstegn. Et malteserkors er også ordenstegn for alle Sveriges fire højeste ordener; Serafimerordenen, Sværdordenen, Nordstjerneordenen og Vasaordenen.